# Ombre (gioco)
(Il ricciolo rapito', canto III, righe 47-48,)
L'Ombre o Hombre ("Uomo" in spagnolo), è un gioco di carte per tre giocatori nato in Spagna alla fine del XVI secolo. È ritenuto il gioco di carte ad aver introdotto la regola della contrattazione a inizio partita per la decisione del seme di briscola ed è quindi l'antenato diretto o indiretto di numerosi altri come giochi Euchre, Boston e Bridge.
A partire dalla fine del XVII secolo si diffuse in tutta Europa, per poi essere rimpiazzato dai suoi discendenti e nel ventunesimo secolo è giocato attivamente solo in Danimarca.
Prende il nome dalla frase usata originariamente per dichiarare il seme, "Yo soy el hombre,"' cioè "io sono l'uomo".

## Storia

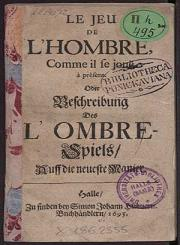
Le Jeu de L'Hombre (1695)

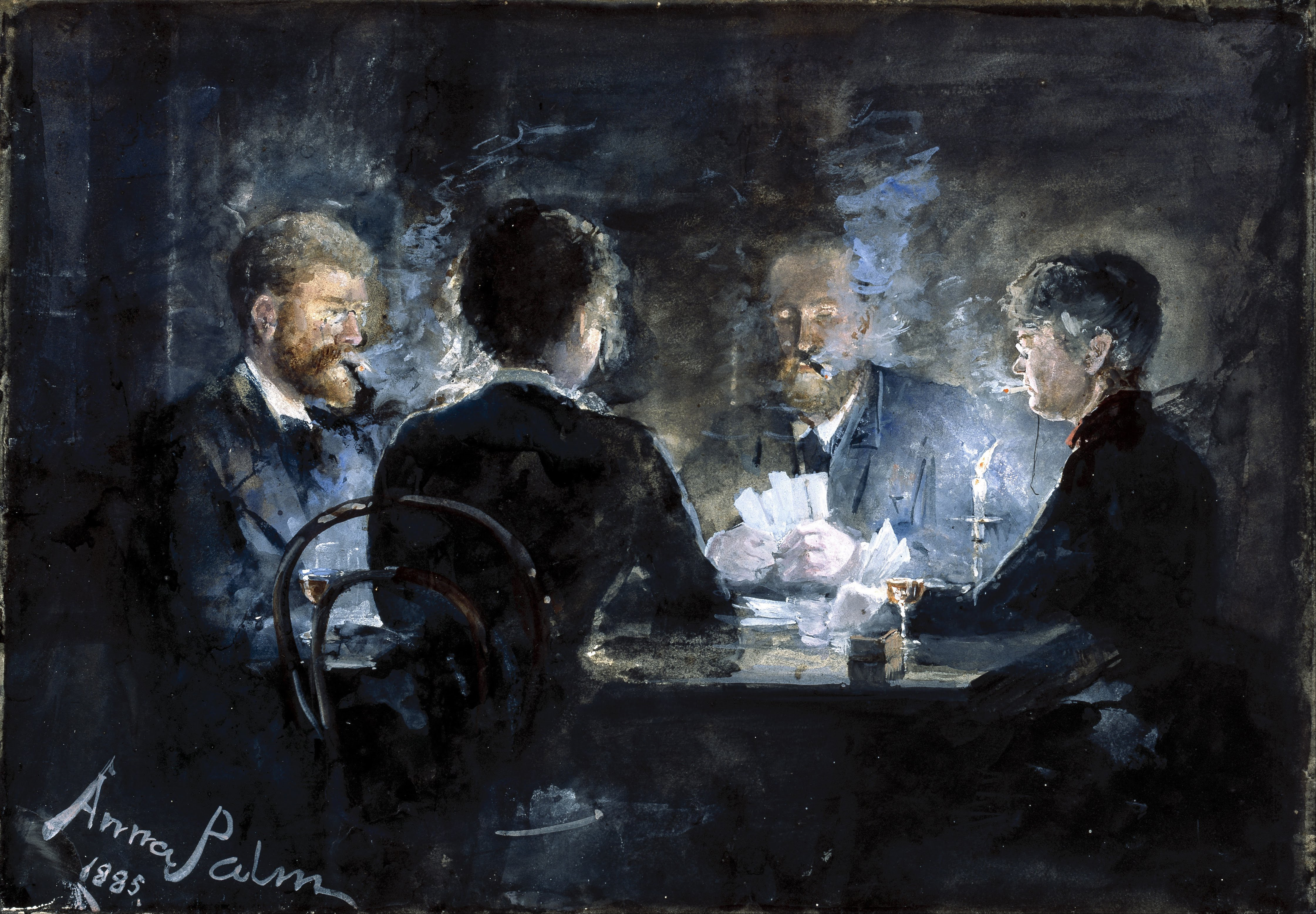
A Game of L'hombre in Brøndum's Hotel di Anna Palm de Rosa, circa 1885

Secondo Thierry Depaulis l'Ombre ha avuto origine nel XVI secolo in Spagna come semplificazione del Triumphus Hispanicus, la variante spagnola del gioco del Trionfo, descritto in un nei Dialogues (1539) di Juan-Luis Vives Questo era un gioco di presa in la cui briscola è scelta rivelando la carta rimasta in cima al tallone dopo aver distribuito ad ogni giocatore la sua mano. All'inizio del XVI secolo il mazzo fu ridotto a 40 carte dalle 48 originali con l'eliminazione degli otto e dei nove di ogni seme e il gioco venne chiamato Hombre in riferimento al giocatore che doveva battere da solo i due rimanenti. Per la metà del secolo era diventato un gioco per tre persone chiamato Renegado, che si diffuse nel resto del continente europeo usando però il vecchio nome di Hombre. La briscola invece di essere scelta in modo casuale viene decisa dal giocatore che vince un giro di contrattazione in cui si impegna a vincere più mani dei suoi avversari. La prima citazione del Renegado risale al 1663 a Madrid, quella dell'Ombre a quattro mani al 1669 a Saragozza, ma il suo autore dichiara di basarsi su un testo pubblicato a Barcellona nel 1631. Infine una variante per cinque giocatori viene descritta circa vent'anni più tardi..
Al di fuori della Spagna la prima citazione del gioco è in Inghilterra, in un pamphlet politico intitolato The Royal Game of Ombre pubblicato a Londra nel 1660. Il trattato non è giunto fino a noi ma è citato in altri documenti. La prima descrizione del gioco è nel The Wits Interpreter (1662) di John Cotgrave e all'epoca il gioco era popolare nell'alta società, Caterina di Braganza è citata come appassionata giocatrice, al punto che fu proposta una legge per limitare la puntata massima a 5 sterline.. Inoltre, secondo un trattato inglese sui giochi di carte del 1722, si dice che la sua diffusione creò il mercato per un nuovo tipo di tavolino da carte con soli tre lati. Comunque per il 1719 quando Richard Seymour pubblicò The Court Gamester stava venendo soppiantato dalla sua variante a quattro giocatori, Quadriglia e nel 1745 venne ignorato da Edmond Hoyle nel suo trattato sulla Quadriglia ed eccetto per sporadiche citazioni scompare completamente dai testi inglesi del XIX secolo.
In Italia viene citato per la prima volta nel 1671 e approfondito nel 1674 dal cardinale Giovanni Battista De Luca, nella sua opera Theatrum veritatis et iustitiae. La prima testimonianza francese del gioco è la sua descrizione in Le Jeu de l'Hombre (1674) attribuito a Antoine Gombaud, che venne ampiamente copiato e diffuso negli anni seguenti. Secondo il Goumbad il gioco è molto diffuso e ne è appassionata anche la regina Maria Antonietta, mentre il Luigi XVI lo trova noioso. Secondo il Tratado do jôgo do boston (1942) di José Henriques da Silva giunse in Portogallo nel 1780-1790.
Michael Dummett attribuisce la diffusione del gioco alla novità del meccanismo di contrattazione per la decisione del seme di briscola. La valutazione della propria mano di carte per decidere come partecipare alla contrattazione apre un ventaglio di possibilità tattiche e rendono il gioco più interessante, che non affidando la scelta della briscola a una carta pescata a caso. La novità della contrattazione diede inoltre spunto alla nascita di varianti in cui non si punta più semplicemente a vincere più mani degli altri, ma per rilanciare la puntata si rende più difficile per se stessi vincere. Per esempio nella Gascarille il vincitore della contrattazione scarta tutte le carte meno una e ne pesca altre otto dal tallone, quindi dichiara la briscola oppure per rilanciare la contrattazione si deve dichiarare di vincere un numero di mani maggiore o di riuscire a prendere un numero esatto di mani o nessuna del tutto.
Queste successo portò comunque a sostituire l'Hombre con le nuove varianti sviluppatesi. Nel ventunesimo secolo è giocato diffusamente solo in Danimarca (nello Jutland e sull'isola di Fionia) nella variante dell'Hombre danese. In Spagna la variante del Tresillo è stata giocata fino a circa la guerra civile spagnola, mentre in Portogallo in quella detta Voltarete. In America latina è stato giocato fino al XIX secolo nelle varianti dette Tresillo e Rocambor per essere poi rimpiazzato da un ibrido di Tresillo e Malilla detto Spanish Solo. In Germania fu giocato per quasi tutto il XIX secolo, mentre nei Paesi Bassi fino alla seconda guerra mondiale.

## Regole
Si gioca in tre persone, tradizionalmente con un mazzo di 40 carte di seme spagnolo. Le carte di denari e coppe sono dette carte corte, quelle di spade e bastoni carte lunghe. Il valore di presa delle carte numeriche dei semi corti è invertito, e quindi per i semi non di briscola il valore di presa in ordine discendente è il seguente:
- Spade e bastoni: Re, Cavallo, Fante, 7, 6, 5, 4, 3, (2). Gli assi di spade e bastoni sono sempre briscole indipendente dal seme chiamato, se il seme è briscola il 2 di quel seme è la seconda briscola più potente.
- Denari e coppe: Re, Cavallo, Fante, Asso, 2, 3, 4, 5, 6, (7). Se è un seme di briscola il 7 è la seconda briscola più potente.

Le carte del seme di briscola hanno un valore superiore a quello di tutte le altre carte, e mantengono l'ordine sopra indicato, ma sono precedute in valore da:
- Se il seme è spade o bastoni: Asso di spade, 2 di briscola, Asso di bastoni
- Se il seme è coppe o denari: Asso di spade, 7 di briscola, Asso di bastoni, Asso di briscola

L'asso di spade è detto spadillo, quello di bastoni basto, il 2 o 7 di briscola manillo e l'asso di briscola (quando questo è coppe o denari) punto. Nel caso che la briscola sia spade o bastoni non c'è il punto. Collettivamente spadillo, manilla e basto sono detti Matador
Viene versata la posta nel piatto, quindi il mazziere distribuisce una mano di 9 carte a ogni giocatore lasciando un tallone di 13 carte. A partire dal giocatore alla sua destra e procedendo in senso antiorario ogni giocatore può fare una dichiarazione. Le dichiarazioni possibili sono hombre (impegnarsi a realizzare almeno cinque prese o quattro prese purché nessuno degli altri due ne faccia anche lui quattro), hombre servito (come per la precedente ma senza cambiare le carte in mano), mas (non accettare la dichiarazione precedente e impegnarsi a vincere tutte le mani). Se tutti e tre i giocatori passano ognuno versa una nuova quota nel piatto, si mescola nuovamente il mazzo e si distribuisce una nuova mano.
Terminate le dichiarazioni il contrattista (il giocatore che ha vinto la contrattazione) annuncia il seme di briscola, quindi se ha dichiarato semplicemente hombre può cambiare quante carte vuole pescandole dal tallone, a loro volta anche gli altri giocatori possono a turno scambiare carte dalla loro mano pescandole dal tallone (nel limite delle carte rimaste).
Il contrattista apre la prima presa giocando una carta, gli altri giocatori sono obbligati a rispondere con una carta dello stesso seme, altrimenti possono giocare una carta di un altro seme, anche di briscola. Comunque non si è mai obbligati a giocare un matadores. Il giocatore che gioca la carta di valore maggiore vince la presa e gioca la prima carta della presa successiva. Al termine delle nove prese se il contrattista realizza almeno cinque prese o comunque quattro prese senza che nessuno degli altri due giocatori ne realizzi altrettanto, vince la smazzata e ritira il piatto. Se la dichiarazione era un hombre servito vince il doppio del piatto.
Esistono numerose varianti locali, per esempio porre un limite massimo al numero di carte che si possono cambiare dal tallone, variazioni nella posta da versare a seconda delle prese effettuate o se se tutti i giocatori passano nella fase di dichiarazione il giocatore con l'asso di spade è obbligato a dichiarare una briscola, invece di distribuire una nuova mano..

## Varianti

### Hombre a quattro giocatori
Variante a quattro giocatori, con le stesse regole, ad eccezione che la smazzata è di 10 carte per giocatore. Non c'è quindi tallone con cui cambiare le carte e le uniche chiamate possibili sono hombre e mas.

### Hombre danese
Variante tuttora giocato in Danimarca dove esiste una lega dedicata a questo gioco.

## In letteratura
- Nel poema Il ricciolo rapito (1714) di Alexander Pope è descritta in dettaglio una intera partita.
- Edmund Waller, il poeta di corte di Carlo II d'Inghilterra, scrisse un poema intitolato On a Card Torn at Ombre by the Queen[16], descrivendo una partita della regina Caterina di Braganza.